# Ilybius montanus
Ilybius montanus är en skalbaggsart som först beskrevs av Stephens 1828.  Ilybius montanus ingår i släktet Ilybius och familjen dykare. Arten har ej påträffats i Sverige. Inga underarter finns listade i Catalogue of Life.